# Vilayet de Dersim

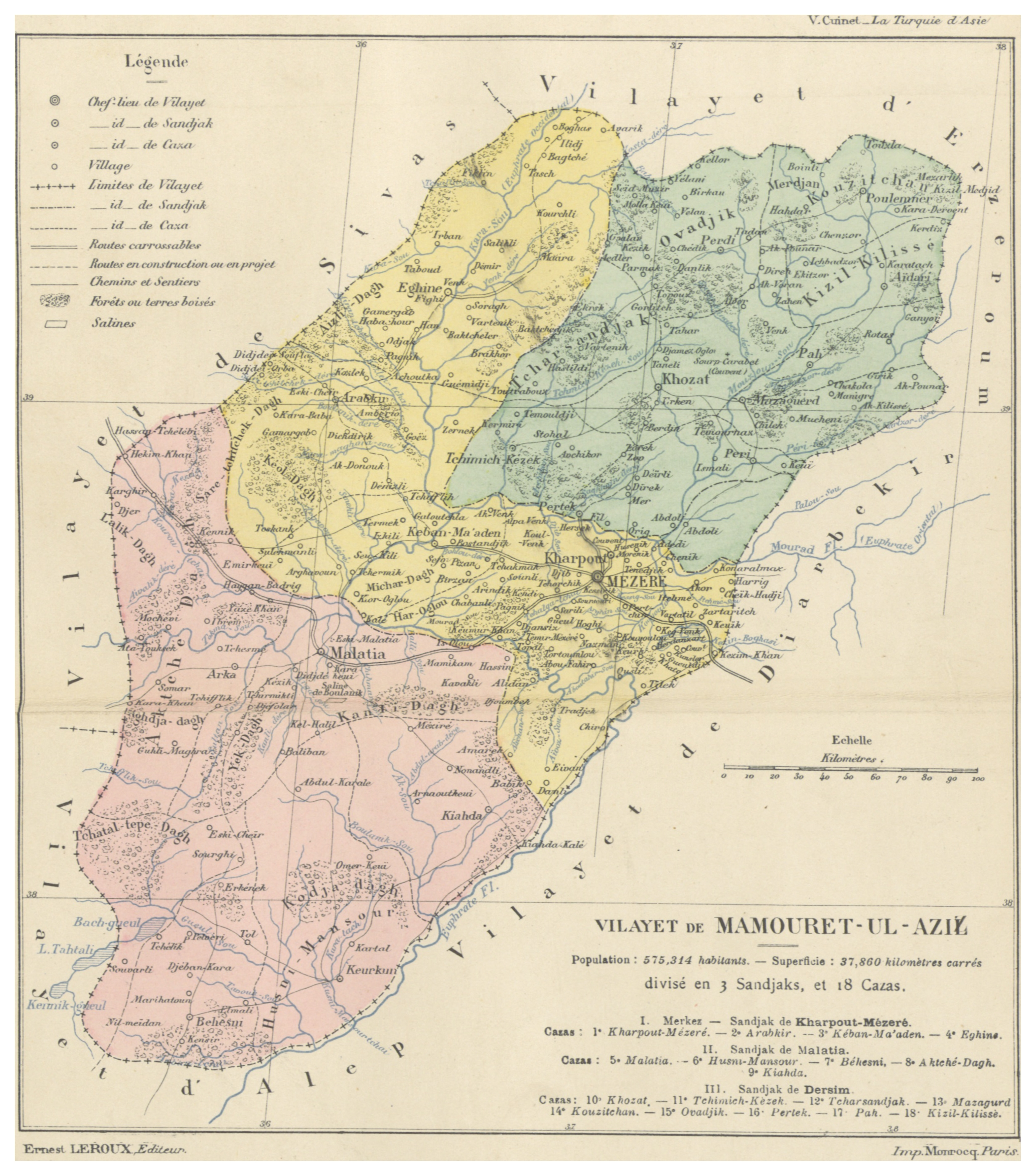
Vilayet de Mamouret-ul-Aziz comprenant le sandjak de Khozat (Dersim, en bleu). Cuinet, 1892

Le vilayet de Dersim (Vilâyet Dersim en turc ottoman) est un vilayet (province) de l'Empire ottoman qui a existé entre 1875 et 1888. Le sandjak (district) de Dersim, encore appelé Hozat ou Khozat, est détaché en 1875 du vilayet d'Erzurum et devient un vilayet séparé. Il redevient un simple sandjak rattaché au vilayet de Mamouret-ul-Aziz (aussi appelé Harpout) en 1888. Sa capitale était Dersim (depuis 1938, Tunceli).

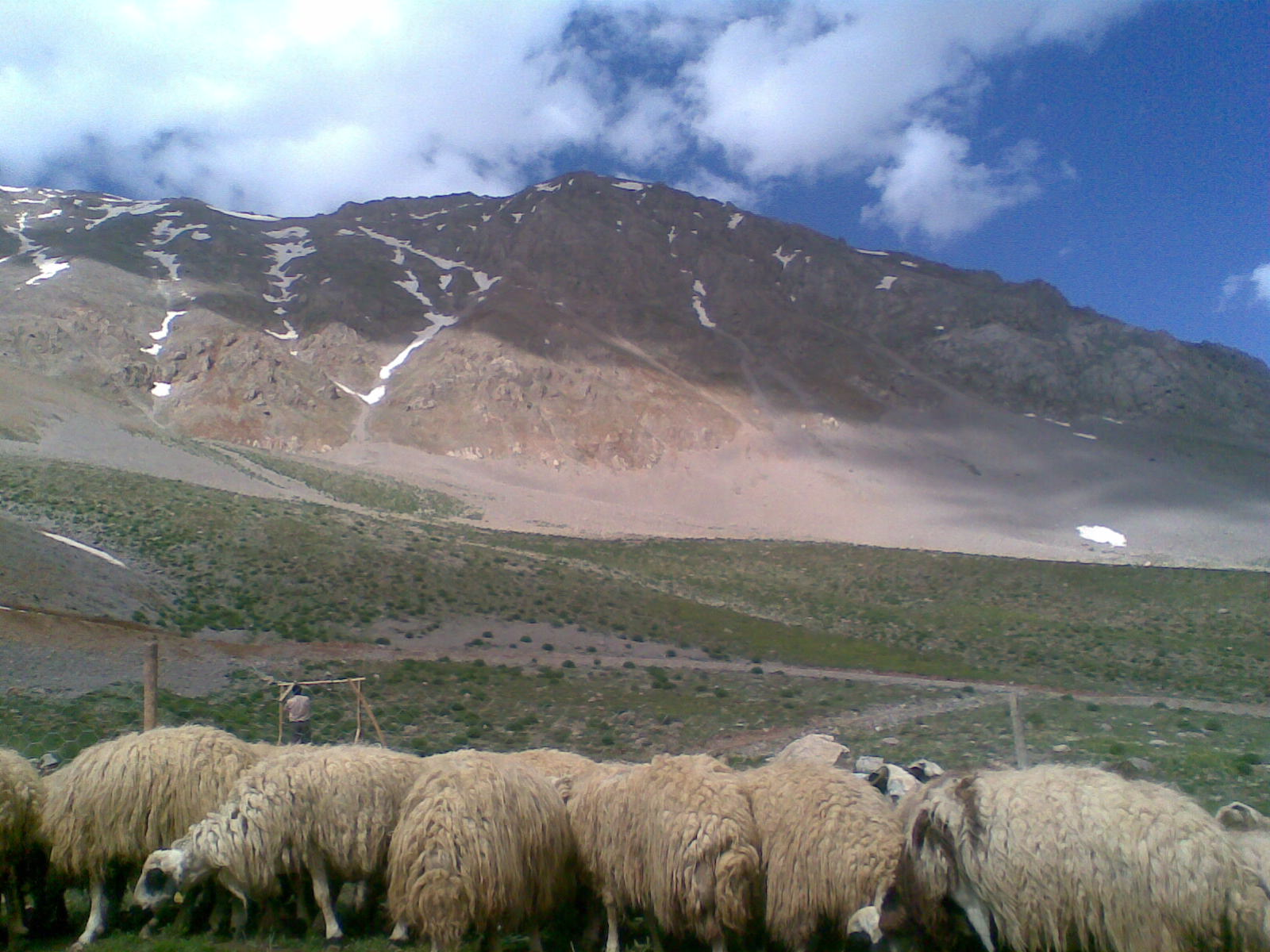
Troupeau de moutons à Çemişgezek, Dersim, 2010

La région de Dersim a une importante population de Kurdes alévis parlant le zazaki, langue proche du kurde. Cependant, on a peu d’informations sur cette communauté à l'époque ottomane. Les recensements ottomans ne reconnaissent qu'une seule catégorie de musulmans sans distinction de langue ou de branche, tandis que les puissances européennes, qui suivent avec attention la situation des communautés chrétiennes de l'Empire ottoman, s'intéressent peu aux branches dissidentes de l'islam. Les alévis (appelés par leur nom turc, Kızılbaş) sont mentionnés pour la première fois par le patriarche arménien de Constantinople lors du congrès de Berlin en 1878. Selon lui, les provinces orientales de l'Anatolie, à forte population arménienne (les six vilayets), comptent aussi d'autres groupes minoritaires : sur 2 millions d'habitants, il n'y aurait que 320 000 « Turcs » contre 1 056 000 Arméniens et 450 000 « Kurdes, Kızılbaş et Turkmènes ». Cependant, ces chiffres sont contestés, chaque communauté, selon une pratique courante à l'époque, tendant à exagérer le nombre de ses membres et minimiser ceux des communautés rivales. Selon le consul britannique en Anatolie orientale, en 1880, les vilayets d'Erzurum, de Van, de Diyarbakır et de Harpout totalisent 442 500 Turcs, 848 000 Kurdes, 200 000 musulmans Kızılbaş et 649 000 chrétiens. Sous le règne d'Abdülhamid II (1876-1909), l'administration ottomane s'inquiète de la possibilité d'un rapprochement entre Arméniens et alévis et s'efforce, pour l'empêcher, de promouvoir le sunnisme chez ces derniers par la construction de mosquées et d'écoles primaires.